# 内閣総務官室
内閣総務官室（ないかくそうむかんしつ、英語: Cabinet Affairs Office）は、日本の内閣官房の内部組織の一つ。
内閣総務官（内閣官房内閣総務官室内閣総務官）を長とする組織である。内閣に関係する公文書の発受・保管・管理、内閣総理大臣や内閣官房長官の官印・公印の保管、内閣又は首相が任命する認証官（国務大臣や大使など）の人事に関する事務手続き、国会答弁の割り振りなどを行っている。